# The Irish Airborne
The Irish Airborne (também conhecido como Ohio Is 4 Killers) é uma tag team de luta profissional formada por Dave Crist e Jake Crist. Atualmente trabalham para a Total Nonstop Action Wrestling (TNA) sob o nome de ringue OVE (Ohio Versus Everything), onde são os atuais campeões mundiais de duplas da TNA

## No wrestling
- OI4K
  - Movimentos de finalização de dupla
    - Killing Spree
- The Irish Airborne
  - Movimentos de finalização de dupla
    - Irish Air Raid
    - Irish Coffee
- Alcunhas
  - "The King of Dayton" (Dave)
  - "The Prince of Dayton" (Jake)
  - "Human Gif Machine" (Dave)
  - "The Artist" (Jake)
- Temas de entrada
  - "Let's Go All the Way por Insane Clown Posse (Circuito indepedente; 1 de agosto de 2003 – 20 de outubro de 2005)
  - "Walking Dead" por Dropkick Murphys (Circuito indepedente; 16 de dezembro de 2005 – presente; usada como Irish Airborne)
  - "Dead to Rights" por DevilDriver (Circuito indepedente; Jake Crist)
  - "We Are 138" por The Misfits (Circuito indepedente; Dave Crist)
  - "Bad Things" por Wednesday 13 (CZW; 5 de abril de 2013 – )
  - "OI4K" por Geoffrey Stump (CZW / Circuito independente; – presente; usada como Ohio Is 4 Killers)
  - '"Gutshot" por Hail to the King (Circuito indepedente; usada como Ohio Is 4 Killers)
  - "Duk Da Fuk Down" por Psychopathic Rydas (JCW; 2 de maio de 2014 – presente)

## Títulos e prêmios
- All American Wrestling

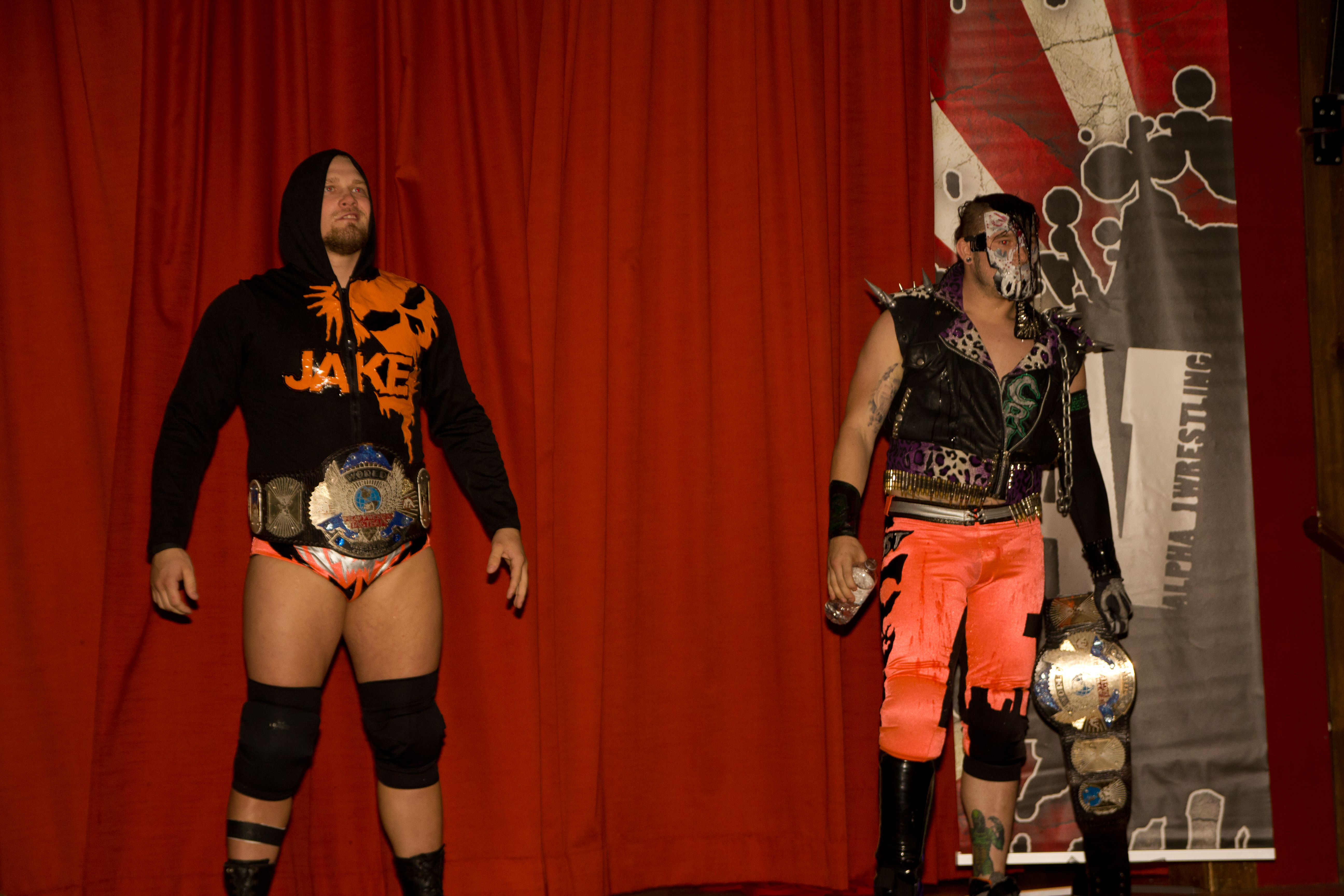
Irish Airborne como Campeões de Duplas da A1

  - AAW Tag Team Championship (4 vezes)[4]
- Alpha-1 Wrestling
  - A1 Tag Team Championship (1 vez)[5]
- Absolute Intense Wrestling
  - AIW Tag Team Championship (1 vez)[6]
- American Pro Wrestling Alliance
  - APWA World Tag Team Championship (1 vez)[7]
- Combat Zone Wrestling
  - CZW World Tag Team Championship (1 vez)
  - CZW Wired TV Championship (2 vezes) – Jake (1) e Dave (1)[8]
  - Best of the Best 16 – Dave
- Destination One Wrestling
  - D1W Tag Team Championship (1 vez)[9]
  - Harvest Cup (2014) – Dave
- Heartland Wrestling Association
  - HWA Heavyweight Championship (2 vezes) – Jake[10]
  - HWA Tag Team Championship (6 vezes)[11][12]
  - HWA Hearland Cup (2011) – Jake[13]
- Infinity Pro Reign
  - Infinity Pro Duos Championship (1 vez)[14]
- Insanity Pro Wrestling
  - IPW World Heavyweight Championship (1 vez) – Jake[15]
  - IPW Tag Team Championship (2 vezes)[16]
  - IPW Junior Heavyweight Championship (5 vezes) – Dave (2) e Jake (3)[17][18]
  - IPW Super Junior Heavyweight Tournament (2004, 2005, 2006) – Dave (2004, 2006) e Jake (2005)
- IWA East Coast
  - IWA East Coast Tag Team Championship (1 vez, atuais)[19]
- Independent Wrestling Association Mid-South
  - IWA Mid-South Heavyweight Championship (1 vez) – Dave
- International Wrestling Cartel
  - IWC Tag Team Championship (1 vez)
- Juggalo Championship Wrestling
  - JCW Tag Team Championship (5 vezes, atuais)
- Northwest Ohio Wrestling
  - NOW Heavyweight Championship (1 vez) – Dave
  - Glass City Tournament (2016) – Dave[20]
- Pro Wrestling Illustrated
  - PWI colocou Jake na 312ª posição dos 500 melhores lutadores na PWI 500 em 2015[21]
  - PWI colocou Dave na 306ª posição dos 500 melhores lutadores na PWI 500 em 2015
- Rockstar Pro Wrestling
  - Rockstar Pro Championship (2 vezes) – Jake (1) e Dave (1)
  - Rockstar Pro American Luchacore Championship (1 vez) – Dave
  - Rockstar Pro Tag Team Championship (1 time) – Jake e Aaron Williams
  - Cicero Cup (2014, 2015) – Jake[22]
- Style Battle
  - Style Battle #1 – Dave[23]
- Xtreme Intense Championship Wrestling
  - XICW Tag Team Championship (1 vez) – Aaron Williams, Dave Crist, Dezmond Xavier, Kyle Maverick, Trey Miguel e Zachary Wentz
- Total Nonstop Action Wrestling
  - TNA World Tag Team Championship (1 vez; atuais)